# Adrien Quatennens
Adrien Quatennens, (Lille, 23 de mayo de 1990) es un político francés del partido Francia Insumisa. Cercano al líder Jean-Luc Mélenchon, fue elegido diputado en la primera circunscripción del Norte durante las elecciones legislativas de 2017. 

## Biografía
Nacido en Lille el 23 de mayo de 1990, inició su activismo político en 2006, con solo 16 años, durante las manifestaciones contra el primer contrato de trabajo (CPE) y la lucha del sinhogarismo.  En 2008, estudió el bachillerato económico y social en la institución católica de La Croix Blanche (Bondues), donde fue estudiante de secundaria y preparatoria,  y comenzó a estudiar economía en la Universidad de Lille. Tras un primer fracaso,  estudió un BTS en gestión comercial.  Ha trabajado como asesor de clientes comerciales para EDF en Lille. 

### Trayectoria política
Apoyó a Jean-Luc Mélenchon en 2008  y se unió a él en el Partido de la Izquierda (PG) en 2013;  dos años más tarde, se unió a su consejo nacional.  Hizo campaña por la candidatura de Mélenchon para las elecciones presidenciales de 2012, luego nuevamente en 2017 como parte de Francia Insumisa. También es secretario del PG du Nord, con sede en Lille, junto con Ugo Bernalicis.
Se presentó por primera vez a las elecciones municipales de 2014 en Lille en la lista del Frente de Izquierda liderada por Hugo Vandamme.

### Diputado por Francia Insumisa
Fue investido candidato por Francia Insumisa en las elecciones legislativas de 2017 para la primera circunscripción del Norte, y obtuvo el 19,38 % en la primera vuelta contra 32,61 % del candidato de La République en Marche Christophe Itier, con una abstención de 53 %. En segunda vuelta, con una abstención de 61,65 %, fue elegido diputado con 50.11 % de votos, con una mayoría de 50 votos.
En la Asamblea Nacional, es miembro del Comité de Asuntos Sociales. Como tal, participó desde el inicio de su mandato en el examen del proyecto de reforma del código del trabajo en 2017, contra el cual presentó de manera destacada un recurso de rechazo preliminar. Su debut en la Asamblea Nacional atrajo la atención de los medios, principalmente con motivo de su discurso en 10 de julio donde habló durante media hora.
Está comprometido con la propuesta de ley de Francia Insumisa para el reconocimiento de las patologías psíquicas vinculadas al burn-out como enfermedades profesionales.
Figura en ascenso en el partido, Adrien Quatennens fue nombrado coordinador el 22 de junio de 2019 durante una reunión de la asamblea representativa de Francia Insumisa, sucediendo a Manuel Bompard.
Es uno de los políticos franceses espiados por el software israelí Pegasus en nombre del Estado marroquí, lo que le lleva a presentar una denuncia.

## Publicaciones
- Céleste Van Isterdael (2018). Battre la campagne. Éditions Borrego. p. 276.
- Génération Mélenchon, Seuil, 2021.